# Aurore Sobolak
Pas d'image ? Cliquez ici

a Compétitions nationales et continentales officielles uniquement.

b Matchs officiels uniquement.
Aurore Sobolak, née le 30 mai 1982, est une joueuse internationale française de rugby à XV, évoluant au poste de centre.

## Biographie
Elle joue en club pour l'Ovalie caennaise et elle compte de nombreuses sélections en équipe de France,. 
Elle se blesse au genou lors des matchs de préparation à la Coupe du monde féminine de rugby à XV 2006 .Participation au tournoi des 6 nations en 2006, 2009 et 2011.
Elle a été sélectionneuse et entraîneuse de la sélection normande de rugby des moins de 18 ans.
Elle travaille depuis 2017 au Craf2S, organisme de Formation dans les métiers du sport. 
Elle coordonne des BPJEPS APT, BPJEPS Rugby et DEJEPS RUGBY Grand ouest.

## Palmarès
- Sélectionnée en équipe de France
- Participations au Tournoi des VI Nations
- Championne de France Rugby à VII Développement des équipes Réserves en 2017